# FAMAS

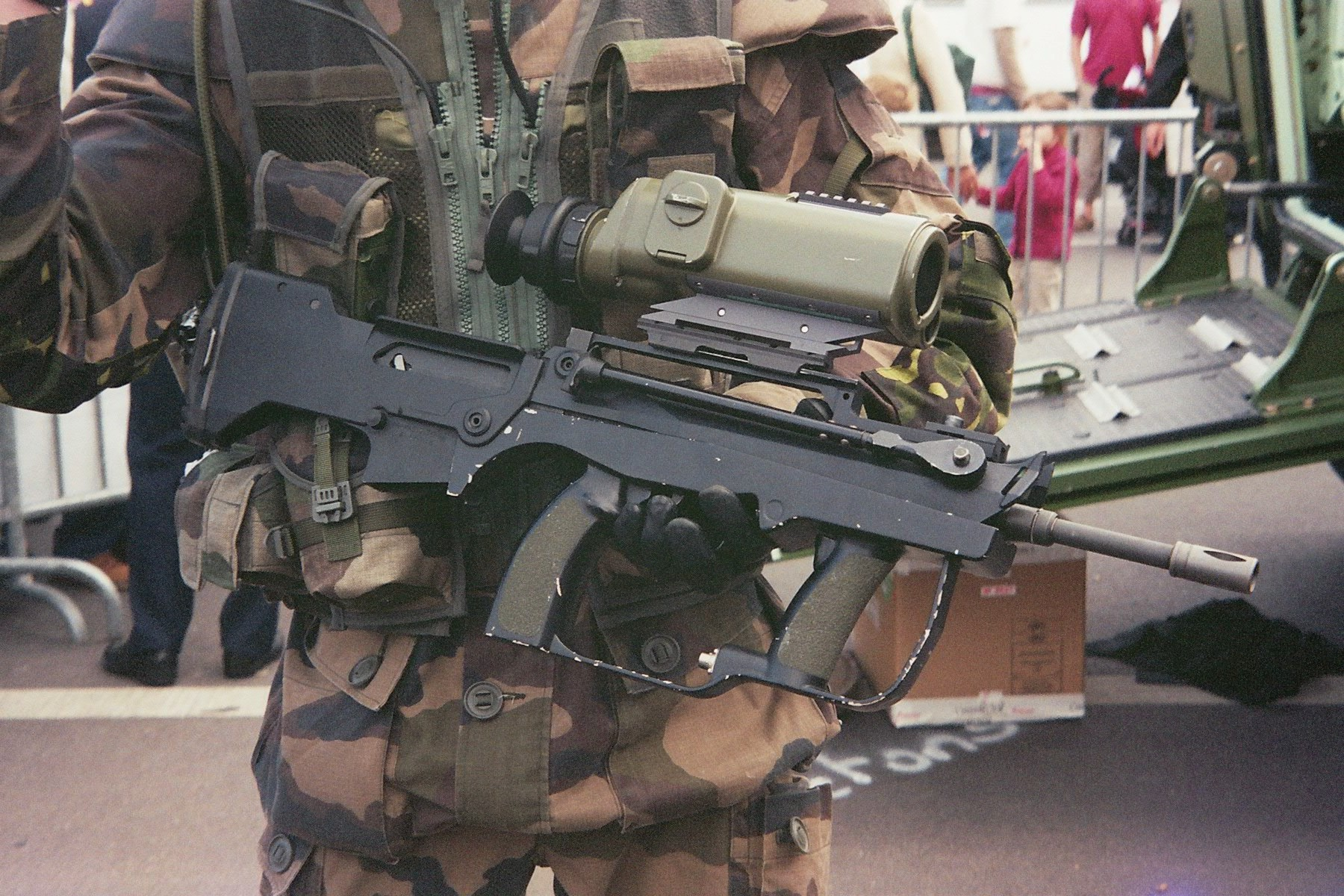
Een "FAMAS Félin"

FAMAS is een aanvalsgeweer van Franse makelij. De naam is een acroniem voor de Franse woorden "Fusil d'Assaut de la Manufacture d'Armes de Saint-Étienne" (aanvalsgeweer van de wapenfabriek van Saint-Étienne).
De ontwikkeling van FAMAS begon in 1967 onder leiding van Paul Tellie. Na verscheidene jaren van onderzoek en ontwikkeling, werd het eerste prototype FAMAS voltooid in 1971. Productie op grotere schaal begon in 1978 toen het Franse leger definitief het geweer als standaard Frans gevechtswapen goedkeurde. De FAMAS is een zogenaamd bull-pupgeweer. Hierbij zit de patroonlader in de kolf verwerkt en bevindt deze zich dus achter de trekker.
Nieuwere versies (GIAT FAMAS F1 en FAMAS G1) omvatte verscheidene kleine verbeteringen zoals herontworpen handvatten. De G1 werd al snel vervangen door de FAMAS G2. De nieuwste variant is de FAMAS Félin (wederom een acroniem, ditmaal voor Fantassin à équipement et liaisons intégrées) bevat een computer waarop recente inlichtingen of tactische gegevens kunnen worden opgeslagen.
De FAMAS werd ingezet 1991 in Koeweit en in diverse latere vredesmissies. Franse militairen vonden het een betrouwbaar en voorspelbaar wapen tijdens vuurgevechten.
Senegal en de Verenigde Arabische Emiraten hebben een kleine hoeveelheid FAMAS-geweren van Frankrijk ontvangen.

## Varianten

### FAMAS G2
De G2 is een verdere evolutie van de FAMAS om deze in overeenstemming te brengen met de NAVO-standaarden. De G2 verscheen in 1994 en werd goedgekeurd door de Franse Marine in 1995. De trekken en velden van de loop hebben bij de G2 een grotere spoed (1/9) dan bij de F1 en G1 (1/12). De G2 is geschikt voor het gebruik van NAVO-standaardmagazijnen. Ook enkele andere aanpassingen werden doorgevoerd om de ergonomie voor de soldaat te verbeteren; onder andere de trekkerbeugel werd vergroot en de voorsteun aangepast.